# Iaret
Iaret là Chính thất Vương hậu thứ hai của Pharaon Thutmose IV thời kỳ Vương triều thứ 18 trong lịch sử Ai Cập cổ đại. 
Trên một tấm bia đá đánh dấu năm trị vì thứ 7 của Thutmose IV, được tìm thấy tại Konosso, tái hiện lại cảnh pharaon trừng phạt quân xâm lược trước thần Dedun và thần Ha. Phía sau Thutmose là Iaret, đầu đội vương miện giắt hai lông vũ dài, tay phải cầm chùy và ankh, kèm theo đầy đủ danh hiệu của bà, tạm dịch như sau: Con gái của Đức vua, Em gái của Đức vua, Chính thất Vương hậu. Điều này chứng minh rõ ràng Iaret là phối ngẫu, đồng thời là em gái của Thutmose IV, nghĩa là con gái của Amenhotep II với một hậu phi không rõ tên.

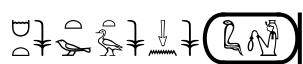
Dòng chữ tượng hình khắc đầy đủ các danh hiệu và tên (đóng khung cartouche) của Iaret

Cũng trong năm thứ 7, tại mỏ ngọc lam Serabit el-Khadim (phía tây nam của bán đảo Sinai), tên của Thutmose IV và Iaret được nhắc đến trong một buổi kỷ niệm ngày khai thác mỏ. Iaret cũng được gọi là Con gái của Đức vua, và văn bản còn cho thấy, bà có một người đưa tin riêng đi cùng, là Chỉ huy quân sự vùng Tjeku, Quản đốc thợ đẽo đá cho đền Ptah, tên Amenemhat.
Mãi đến năm thứ 7 của Thutmose IV, Iaret mới xuất hiện trong những chiến dịch cùng với nhà vua, nên có thể chắc chắn mà nói bà đạt tuổi thành niên dưới thời Thutmose, tức chào đời vào những năm cuối đời của Amenhotep II. Có lẽ, Thutmose đã phải chờ Iaret đến tuổi phù hợp mới kết hôn. Không rõ thời điểm này, Chính thất Vương hậu đầu tiên của Thutmose, Nefertari, đã mất hay đã lui về hậu cung. Tuy nhiên, một pharaon vẫn có thể lập nhiều Chính thất Vương hậu cùng lúc, có thể là hai bà không xuất hiện cùng nhau do đảm nhận chức vụ khác nhau, và Iaret được lập hậu khả năng là để kế vị chức vụ từ Tiaa, mẹ chồng của bà.
Cả hai bà chính thất đều không được ghi nhận là có con với Thutmose IV. Amenhotep III, con trai và là người kế vị của ông, do thứ phi Mutemwiya hạ sinh, và bà này chưa bao giờ được nhắc đến dưới thời của chồng.